# 八腕形類
八腕形類 (はちわんけいるい、学名:Octopodiformes) とは、軟体動物門頭足綱に分類される上目。

## 特徴
貝殻は退化してなくなっているか、軟骨化している。
腕は八つ、吸盤は二列か一列ある。